# Eno Mucchiutti
Eno Mucchiutti (Cormons, 11 maggio 1919 – Trieste, 2 dicembre 2019) è stato un baritono italiano.

## Biografia
Eno Mucchiutti (al secolo, Enno) nasce l'11 maggio 1919 a Cormons, in provincia di Gorizia. Vive poi a Trieste e studia presso i conservatori di Trieste e Torino.
Si arruola soldato nei reggimenti di fanteria 73º e 92º ma nell'agosto 1944 viene arrestato, in quanto renitente ai bandi nazifascisti, e viene portato nel campo di lavoro di Berchtesgaden, in Austria.
Riesce a fuggire ma viene nuovamente arrestato e deportato con il numero 98748 come oppositore politico (marchiato dunque con il triangolo rosso) nei campi di sterminio. Ha vissuto per undici mesi tra Dachau, Mauthausen, Melk ed Ebensee, ma si è salvato grazie al canto, che tuttavia, pur consentendogli di rimanere vivo, non gli evita sofferenze.
Una volta avvenuta la liberazione, egli inizia una carriera da baritono che lo porta a cantare con i massimi esponenti del mondo della lirica, come Luciano Pavarotti, Virginia Zeani e Maria Callas, e a calcare il palcoscenico dei teatri più prestigiosi sia in Italia (Teatro Verdi di Trieste, Teatro Regio di Torino, Teatro Carlo Felice di Genova, Teatro Massimo Vittorio Emanuele di Palermo, Teatro San Carlo di Napoli, Gran Teatro La Fenice di Venezia, Teatro Lirico di Cagliari, Teatro Comunale di Bologna, G. Verdi di Sassari) sia all'estero (Teatro di stato di Ljubljana, Teatro di stato di Zagabria, Teatro del Liceo di Barcellona).
Le vicissitudini di Mucchiutti e gran parte della sua carriera artistica sono scritte nel suo libro.

## Carriera

### Teatro Verdi di Trieste
Nel 1942 è Pilato ne La risurrezione di Cristo di Lorenzo Perosi con Tito Gobbi diretto da Franco Capuana al Teatro Verdi di Trieste; nel 1947 è Johann in Werther con Giuseppe Di Stefano diretto da Francesco Molinari Pradelli; nel 1948 Bello ne La fanciulla del West con Elisabetta Barbato diretto da Antonino Votto, Un uomo della Cappadocia in Salomè diretto da Votto ed Il barone Douphol ne La traviata con Nicola Filacuridi e Carlo Tagliabue, nel 1949 Secondo Tizio in Carneval di Antonio Illersberg, Stimme eines jungen Seemanns in Tristano e Isotta diretto da Herbert Albert ed Un Sergente degli arcieri in Manon Lescaut con Clara Petrella e Mario Del Monaco diretto da Oliviero De Fabritiis, nel 1950 Borov e Lorek in Fedora diretto da Antonio Guarnieri, Un Sergente dei doganieri ne La bohème con Gianni Poggi e Fernando Corena, il Terzo invitato ne La fiera di Soročincy con Renato Capecchi e Giuseppe Nessi, Un araldo in Otello (Verdi) con Ramón Vinay e Giuseppe Taddei, Un oste in Manon (Massenet) con Di Stefano e Margherita Carosio, Raoul de Saint-Brioche ne La vedova allegra diretto da Cesare Gallino, Marullo in Rigoletto con Ugo Savarese, Antonio ne Le nozze di Figaro con Mario Petri ed Il torriggiano ne Francesca da Rimini (Zandonai), nel 1951 Sciarrone in Tosca con Maria Caniglia, Lavickij in Boris Godunov con Nicola Rossi-Lemeni e Corena, Hermann Ortel in Die Meistersinger von Nürnberg con Mariano Stabile (cantante), Un chirurgo militare spagnolo ne La forza del destino con Giulietta Simionato e Cesare Siepi, un Mandarino in Turandot, Quinault in Adriana Lecouvreur con Magda Olivero, Giuseppe Campora ed Elena Nicolai, Assan ne Il console con Piero Guelfi, Benoit ne La bohème con Di Stefano ed Un notaio in Don Pasquale con Alda Noni, nel 1952 Alessio ne La sonnambula con Cesare Valletti, Il marchese d'Obigny ne La traviata con Renata Tebaldi, Francesco Albanese e Gino Bechi, Betto di Signa in Gianni Schicchi con Giovanni Malipiero ed Un Caporale ne La figlia del reggimento, nel 1953 Wagner in Faust, Zuàne ne La Gioconda con Piero Cappuccilli, Marco in Paganini di Franz Lehár con Elvio Calderoni, Kaluna ne Il Fiore delle Hawaii, Lennox in Macbeth con Ugo Novelli e Gianna Pederzini ed Il romanziere/Schmidt in Andrea Chénier con Mario Filippeschi, nel 1954 il Secondo cavaliere del Gral in Parsifal con Martha Mödl, Leutoldo in Guglielmo Tell con Paolo Silveri, Schaunard ne La bohème con Rosanna Carteri, Gobbi e Giorgio Tozzi ed Il Principe Yamadori in Madama Butterfly con Gianni Raimondi, nel 1955 Un pastore ne La figlia di Jorio (Pizzetti), Courtois in Zazà con Rolando Panerai, Hanezò ne L'amico Fritz, Un Alcalde ne La forza del destino ed Il Dancairo in Carmen con Pia Tassinari, nel 1956 Il Conte di Lerma in Don Carlo con Miriam Pirazzini e Mario Rossi (direttore d'orchestra), Kilian in Der Freischütz con Leyla Gencer e Renata Scotto, il Signor De Brétigny in Manon (Massenet), Il vecchio servo in Elettra (Strauss), Hermann/Schlémil in Les Contes d'Hoffmann e Manuel ne La vida breve con Alfredo Kraus, nel 1957 Konrad Nachtigall in Die Meistersinger von Nürnberg con Ivo Vinco ed Alfredo Mariotti, il Secondo nobile ne La leggenda dell'invisibile città di Kitež e della fanciulla Fevronija, Fiorello ne Il barbiere di Siviglia con Gianna D'Angelo, Montano in Otello ed il Secondo Commissario/Javelinot ne I dialoghi delle Carmelitane, nel 1958 Ein Steuermann in Tristan und Isolde, Andrej Scelkalov/Lavickij in Boris Godunov con Oralia Domínguez, Tepurlov in Monte Ivnòr di Lodovico Rocca e Silvano in Un ballo in maschera con Carlo Bergonzi ed Aldo Protti diretto da Carlo Felice Cillario, nel 1959 Un domestico di Macbeth con Gobbi diretto da Arturo Basile, Roberto ne I vespri siciliani e Mathias Wissman ne L'angelo di fuoco di Sergei Prokofiev, nel 1960 Il Remendado in Carmen diretto da Vincenzo Bellezza, Un Caporale delle guardie ne Il cappello di paglia di Firenze, Il custode del fuoco/quarto pastore in Maria d'Alessandria di Giorgio Federico Ghedini con Giorgio Tadeo diretto da Claudio Abbado ed il Primo Strielzo in Chovanščina, nel 1961 Il Conte di Ceprano in Rigoletto ed Un lacchè in Vanessa di Samuel Barber, nel 1963 è il Secondo sacerdote ne Il prigioniero con Mario Basiola ed Il ladro ne Il piccolo Marat con Virginia Zeani, nel 1964 Der Perückenmacher in Ariadne auf Naxos, nel 1965 Louis in Uno sguardo dal ponte di Renzo Rossellini, nel 1968 il Secondo prigioniero in Fidelio ed Un maggiordomo ne La rondine, nel 1969 Un invitato in The Saint of Bleecker Street con Franco Bonisolli diretto da Maurizio Arena, nel 1970 il Quarto deputato fiammingo in Don Carlos con Carlo Cossutta, Bonaldo Giaiotti, Renato Bruson e Rita Orlandi Malaspina, nel 1971 il Settimo passeggero in Elisabetta di Giulio Viozzi con Sergio Tedesco, nel 1973 Mc Grave, Ambasciatore ne La principessa della Czarda con Adriana Innocenti, Elio Pandolfi e Graziella Porta per la regia di Vito Molinari, nel 1974 Un carceriere in Tosca con Ilva Ligabue e Veriano Luchetti, Pinellino in Gianni Schicchi ed Un doganiere ne La bohème con José Carreras, Katia Ricciarelli e Ferruccio Furlanetto e poi ancora fino al 1976.

### Teatro Nuovo di Torino
Nel 1962 è Konrad Nachtigall nella prima rappresentazione nel Teatro Nuovo di Torino di "I maestri cantori di Norimberga".

### Gran Teatro La Fenice di Venezia
Nel 1970 è Altro prigioniero in Fidelio al Gran Teatro La Fenice di Venezia.
A Torino nel 1971 è Monterone nella prima nel PalaRuffini di Torino di "Rigoletto" con Protti, nel 1972 è Raul Saint-Brioche nella prima nel PalaRuffini di "La vedova allegra" per la regia di Molinari con Carlo Campanini e Sandro Massimini ed Alcindoro nella ripresa nel Teatro Nuovo di "La bohème" e nel 1973 è l'ufficiale di Stato Civile nella prima nel PalaRuffini di "Madama Butterfly" e l'usciere nella ripresa nel Nuovo Teatro Regio di Torino di "Rigoletto" con Mariella Devia e Cornell MacNeil.

## Galleria d'immagini

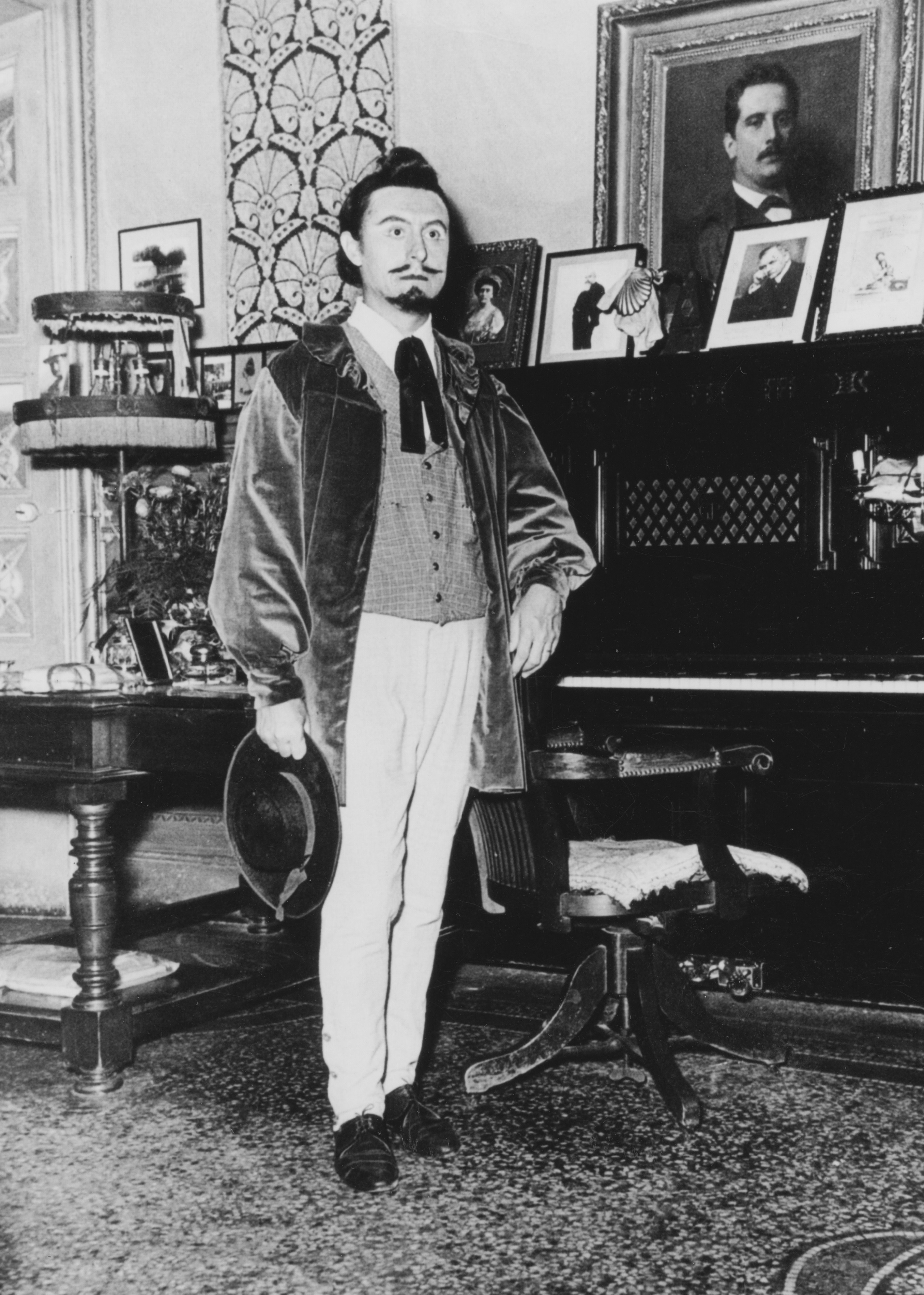
L'artista lirico Eno Mucchiutti nel ruolo del personaggio di Schaunard nell'opera La bohème in visita, nell'agosto del 1957, presso il pianoforte di Villa Puccini a Torre del Lago Puccini (LU).
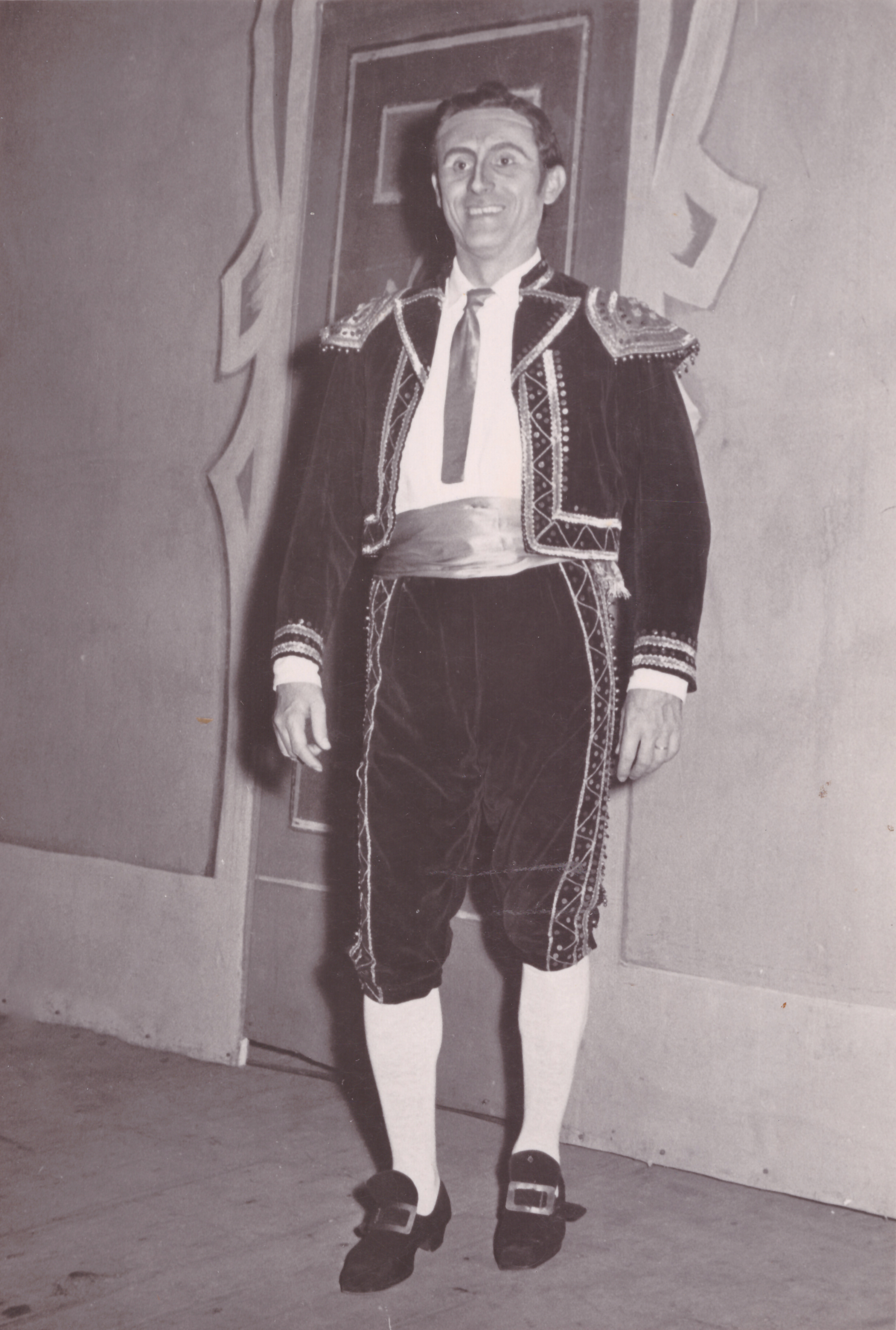
L'artista lirico Eno Mucchiutti nell'opera Il barbiere di Siviglia di Gioachino Rossini. Ottobre 1954.
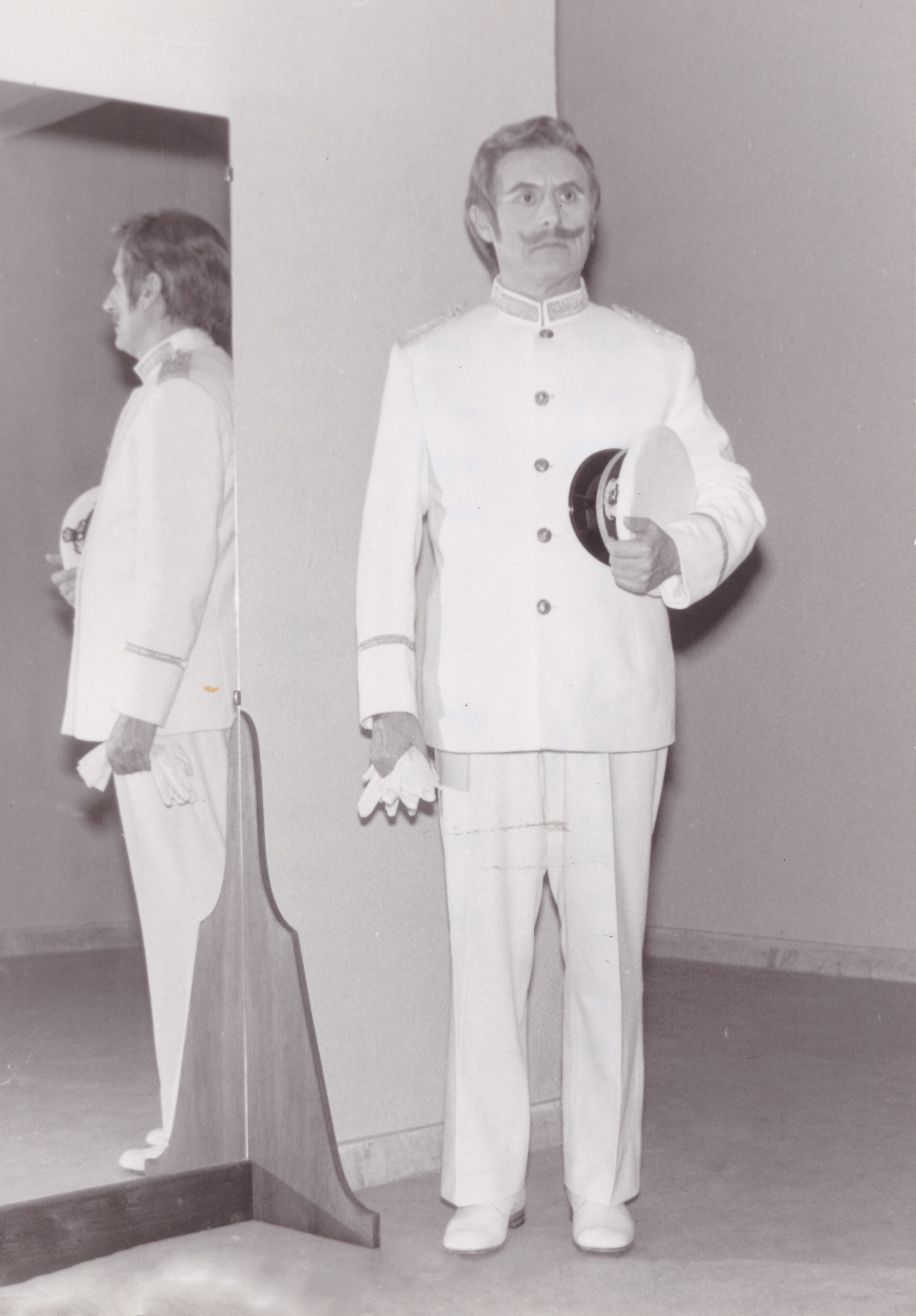
L'artista lirico Eno Mucchiutti nell'operetta La vedova allegra (operetta) di Franz Lehár. Trieste 1971 e Torino 1972.
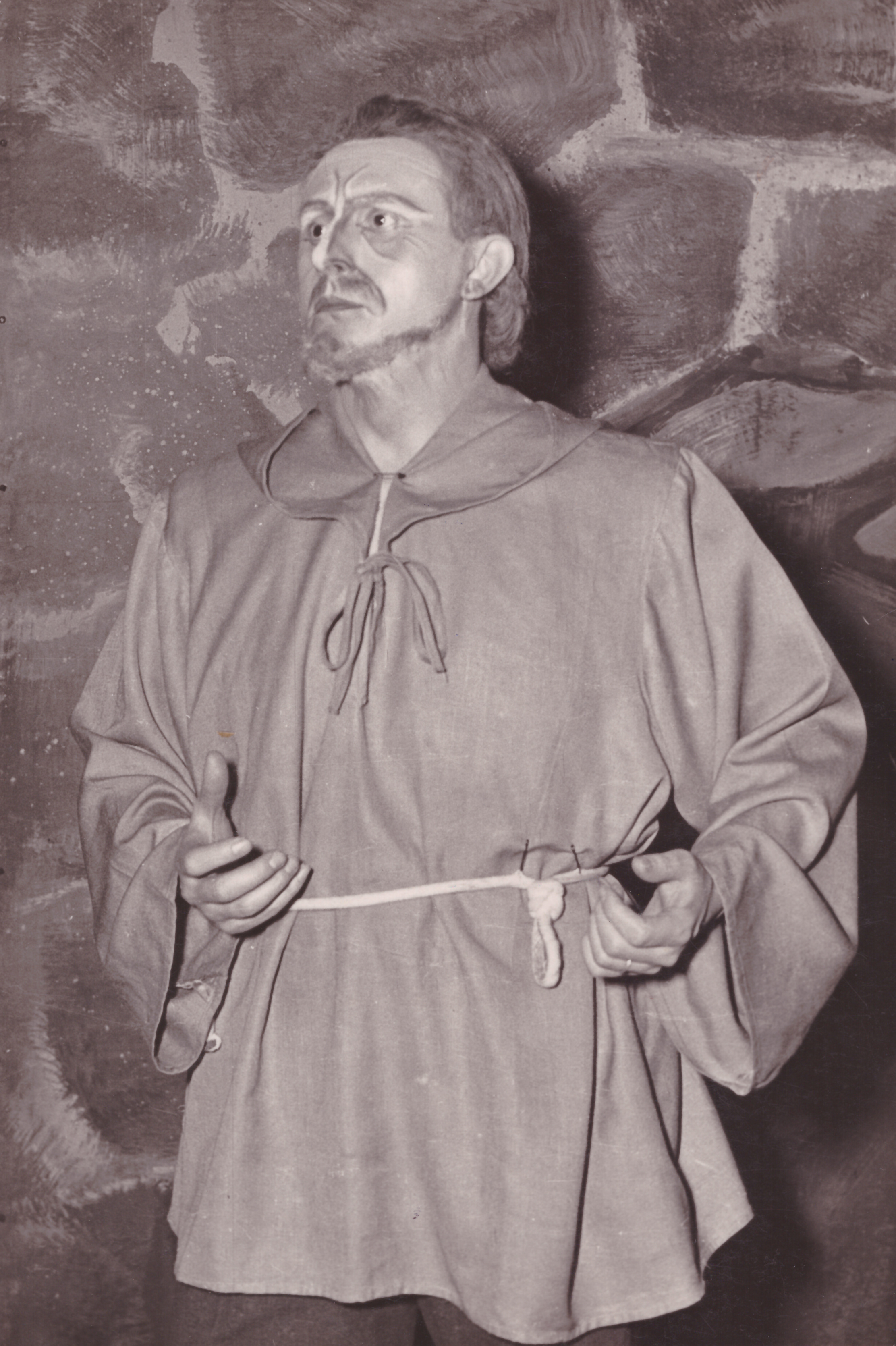
L'artista lirico Eno Mucchiutti interpreta Leuthold nell'opera Guglielmo Tell (opera) di Gioachino Rossini.
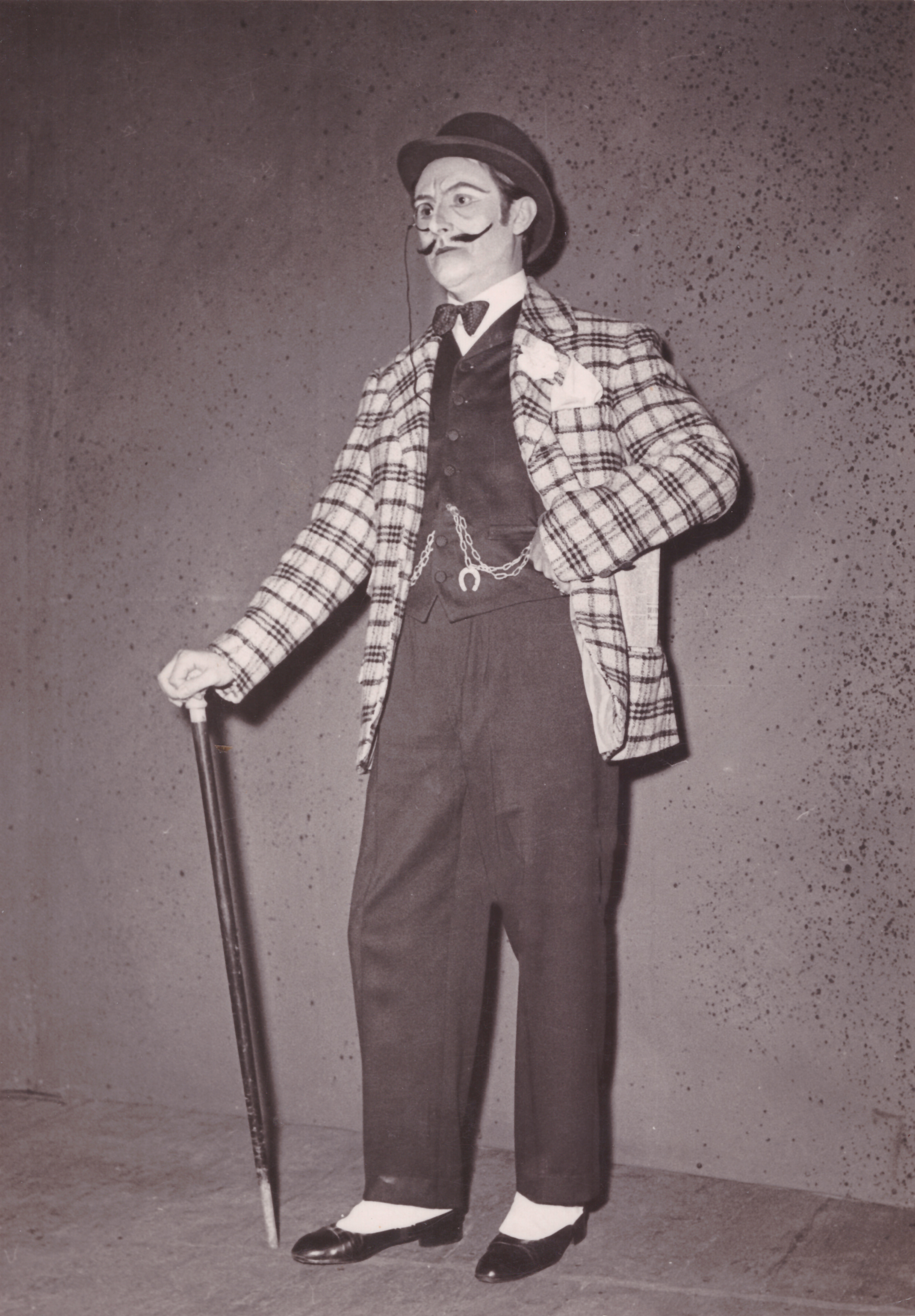
L'artista lirico Eno Mucchiutti interpreta Curtois nell'opera Zazà (opera) del compositore Ruggero Leoncavallo. Foto stagione lirica 1954-1955 Teatro Verdi (Trieste).
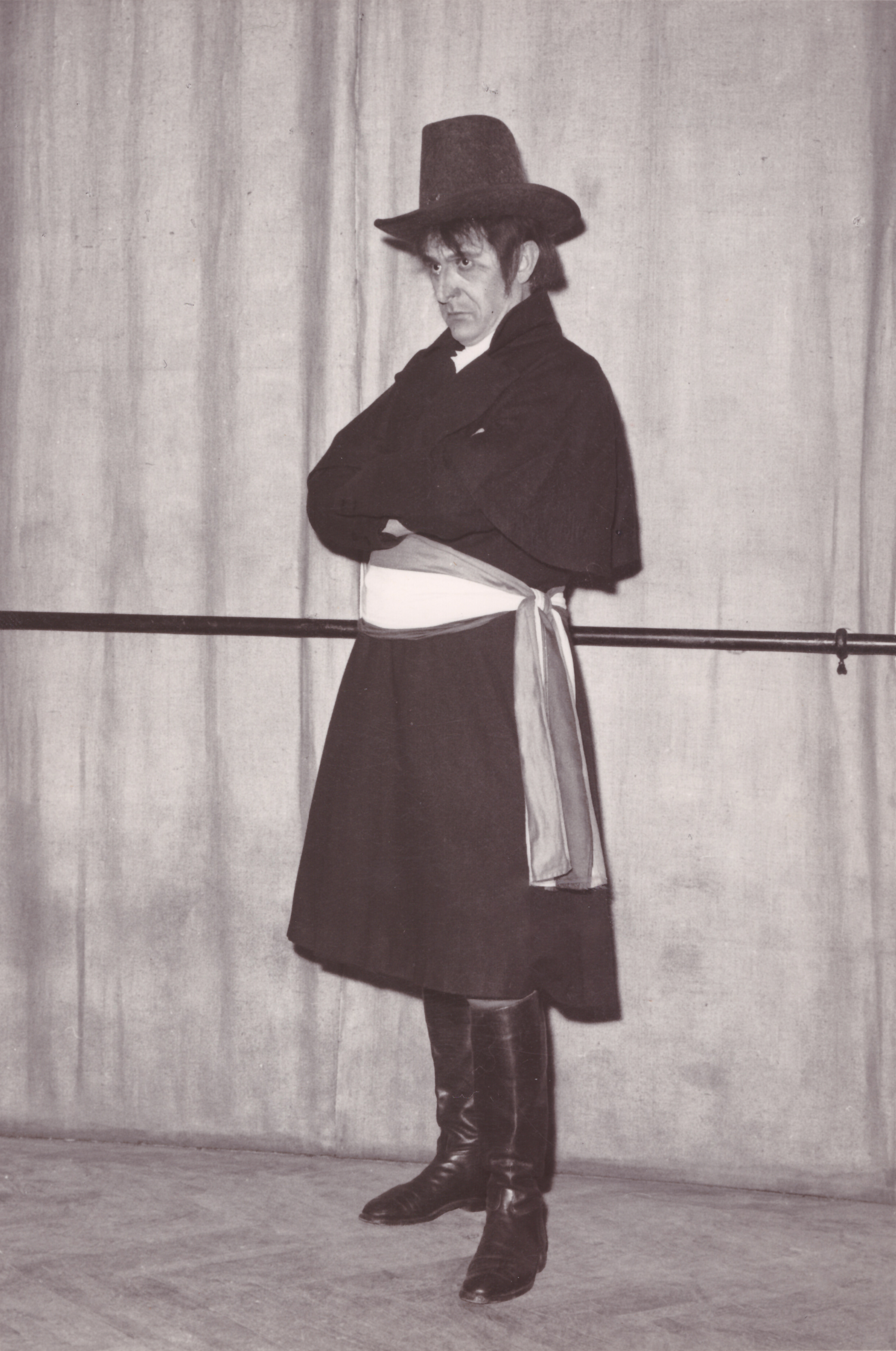
L'artista lirico Eno Mucchiutti interpreta "Un Ladro" nel dramma lirico Il piccolo Marat del compositore Pietro Mascagni.
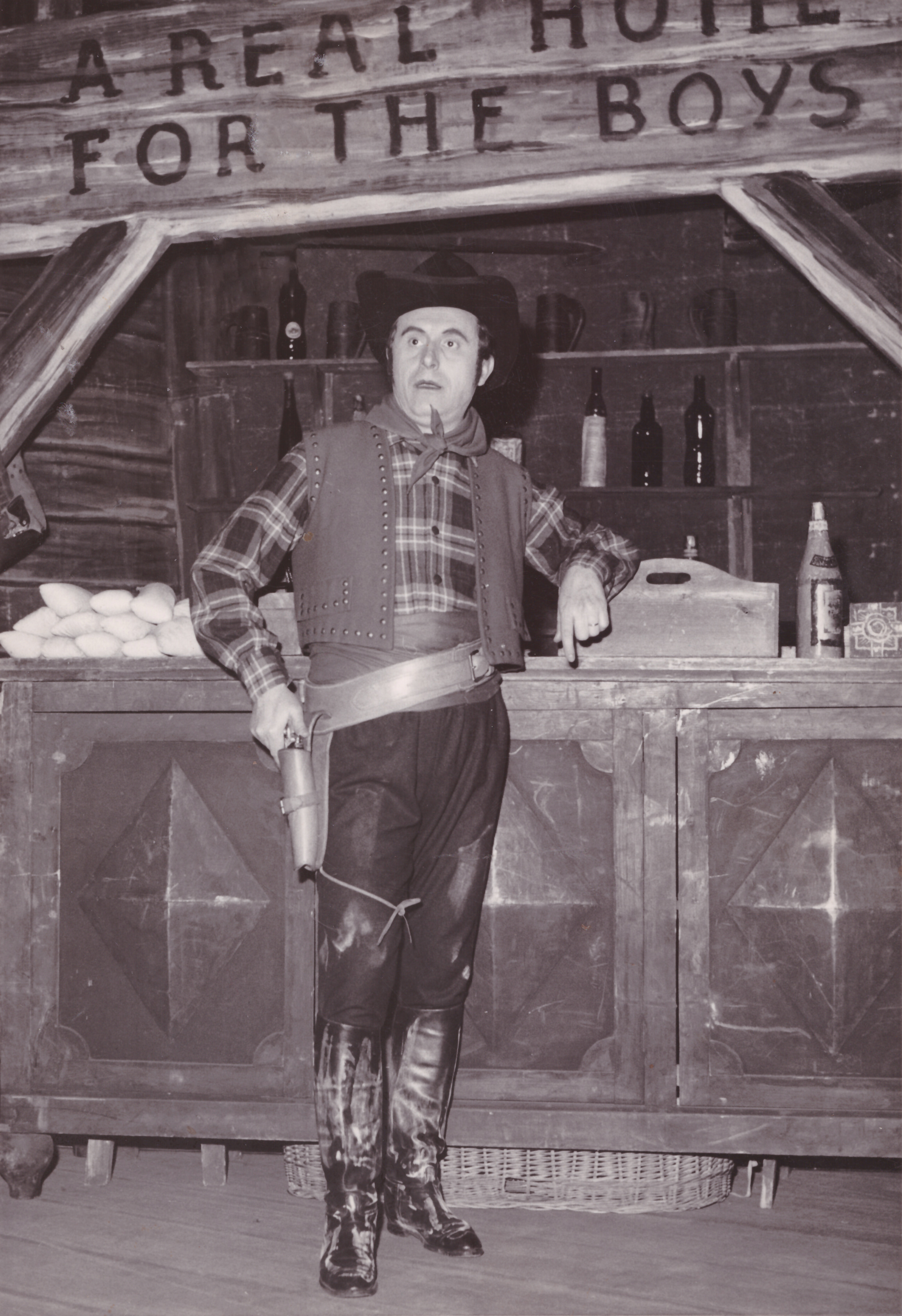
L'artista lirico Eno Mucchiutti nell'interpretazione in La fanciulla del West del compositore Giacomo Puccini.
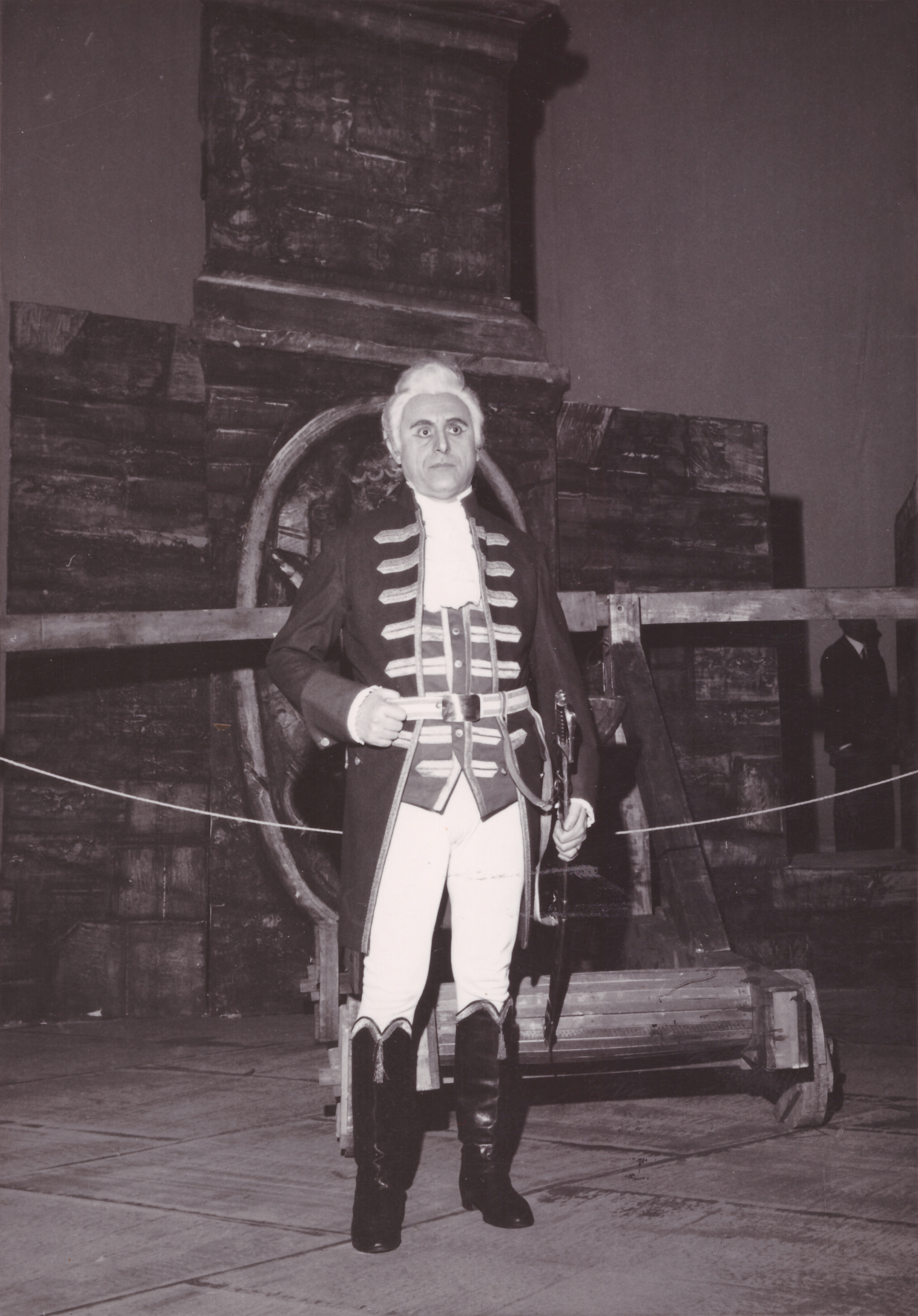
L'artista lirico Eno Mucchiutti nell'interpretazione in Manon (Massenet) del compositore Jules Massenet.
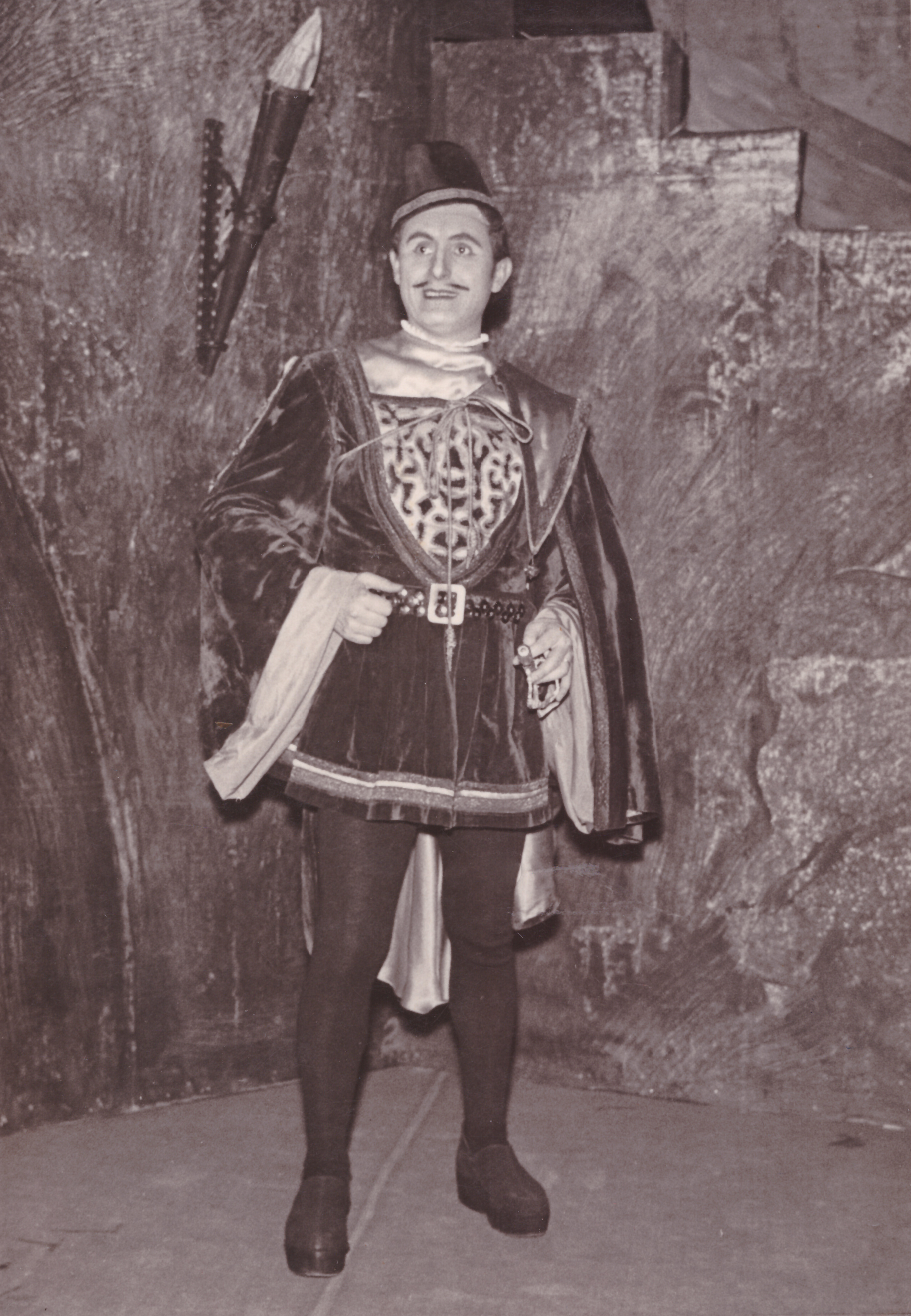
L'artista lirico Eno Mucchiutti nell'interpretazione di Montano nella tragedia Otello di Shakespeare.
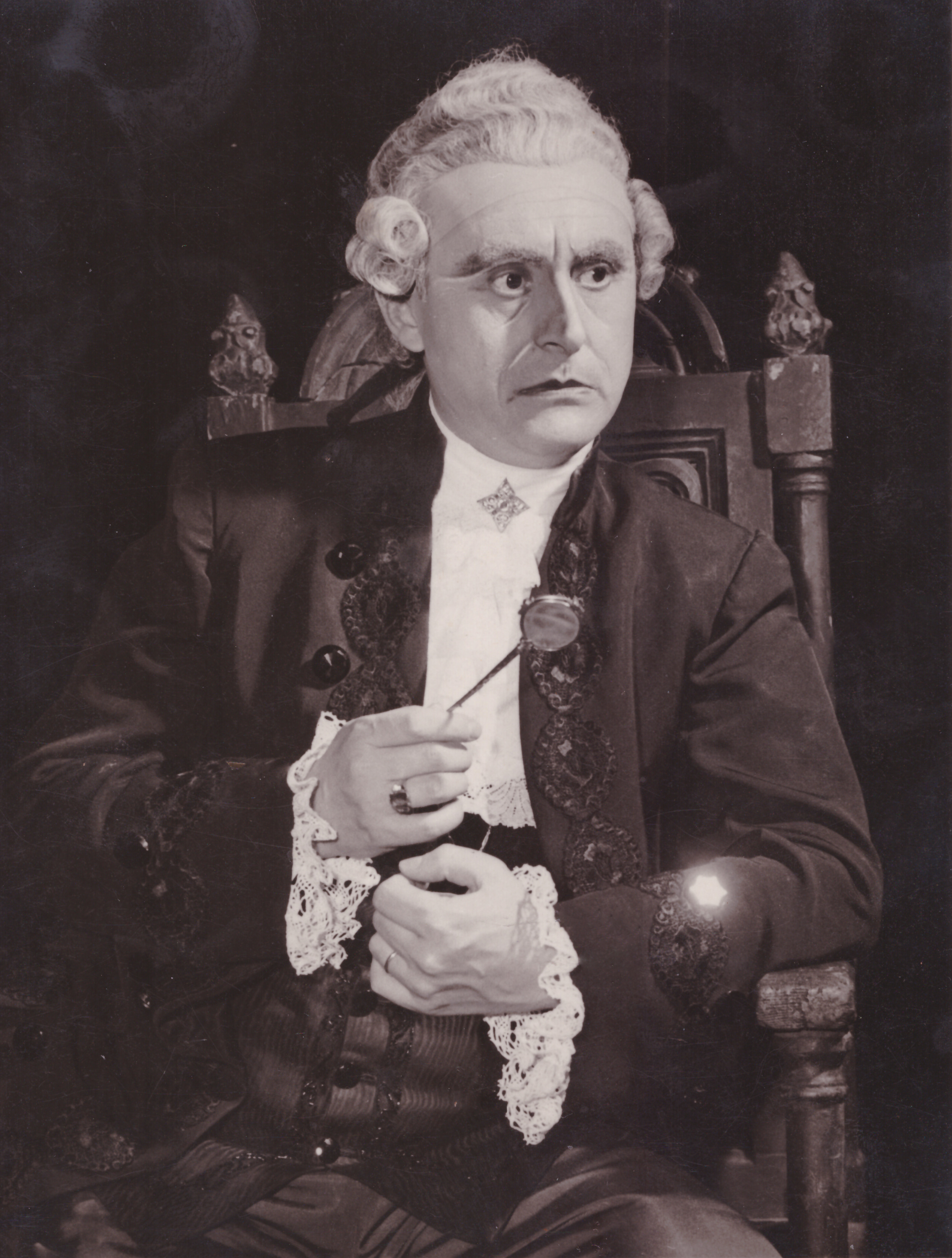
L'artista lirico Eno Mucchiutti nell'interpretazione in Tosca (opera) del compositore Giacomo Puccini. Anno 1958.
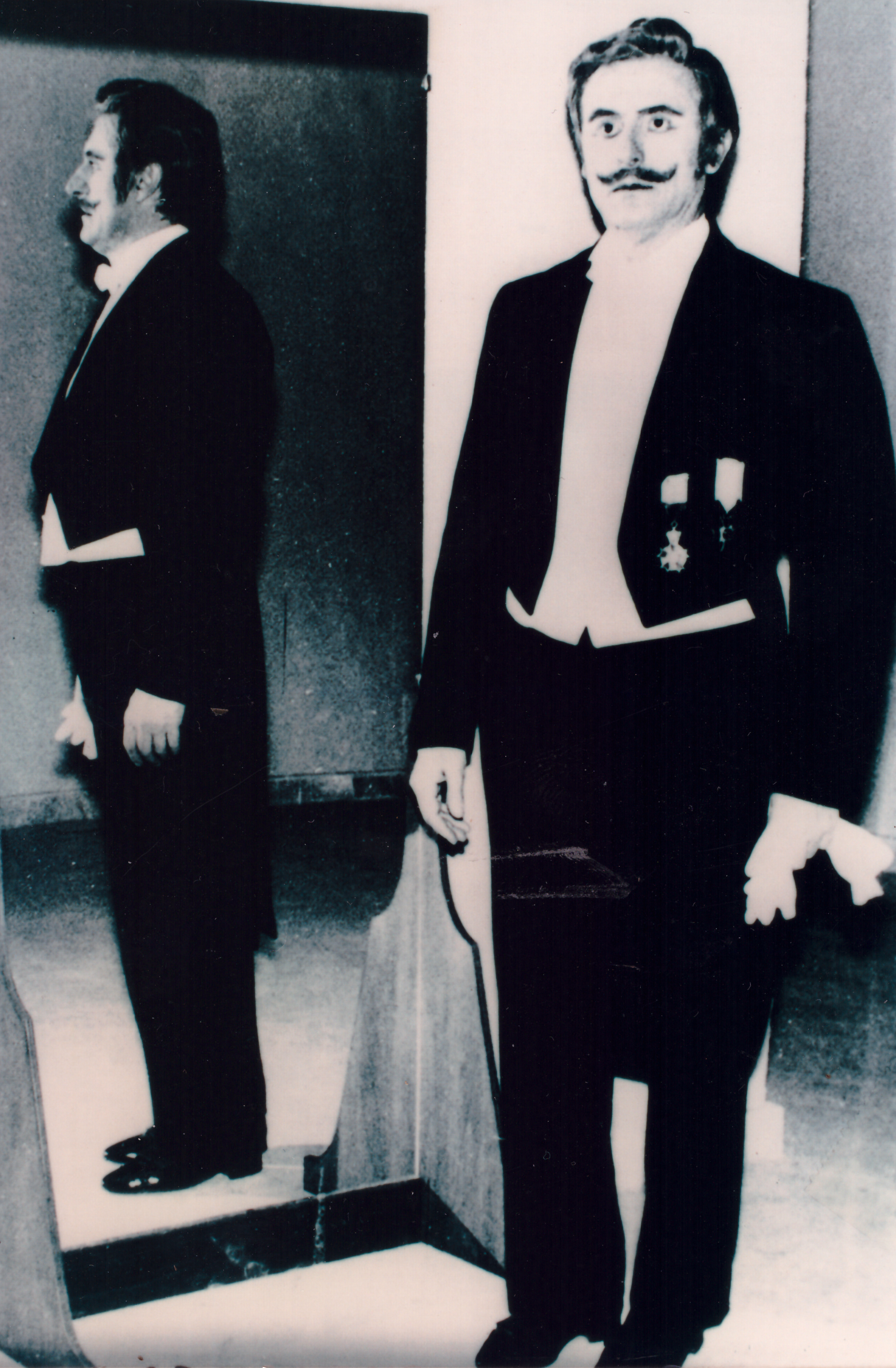
L'artista lirico Eno Mucchiutti nell'interpretazione in Adriana Lecouvreur (opera), opera lirica di Francesco Cilea.

## Filmografia
- Mauro Vittorio Quattrina, Il mio canto prigioniero, produzione Il Volo, collana "Il Sasso e il Grano", DVD N.3, 2012. Ideato, scritto e diretto da Mauro Vittorio Quattrina. Documentario sulla storia di Eno Mucchiutti con intervista, materiale d'epoca e disegni a fumetto che raccontano la vicenda.